# Bilan social
Pour les articles homonymes, voir Bilan.

Le bilan social de l’entreprise est un document obligatoire pour les entreprises françaises employant au moins 300 salariés. Il rassemble, de manière structurée, les données chiffrées sur la situation sociale de l’entreprise sur une période de trois ans. Son objectif est d’informer les représentants du personnel sur les aspects sociaux liés au fonctionnement de l’entreprise. 
Le bilan social inclut généralement des informations sur :
1.	L’emploi : effectifs, embauches, départs, types de contrats (CDD, CDI).
2.	Les rémunérations : salaires, primes, égalité hommes-femmes.
3.	Les conditions de travail : santé et sécurité, absentéisme, accidents de travail.
4.	La formation professionnelle : nombre d’heures, budget alloué.
5.	Les relations sociales : dialogue social, instances représentatives du personnel.
6.	Les avantages sociaux : mutuelles, retraites, prestations sociales.
Ce document permet d’identifier les points forts et les axes d’amélioration dans la gestion des ressources humaines. Il favorise aussi le dialogue social et la transparence entre employeurs et salariés.

## Contenu
Le bilan social est un document qui récapitule « les principales données chiffrées permettant d’apprécier la situation de l’entreprise dans le domaine social, d’enregistrer les réalisations effectuées et de mesurer les changements intervenus au cours de l’année écoulée et des deux années précédentes ».
Il contient des informations sur l’emploi, les rémunérations, les conditions de travail, en particulier de santé et de sécurité, la formation, les relations professionnelles, les effectifs de travailleurs détachés et les conditions de vie des salariés. Le bilan social est donc censé offrir une vision chiffrée de la situation de l’emploi propre à une entreprise ou à un établissement.
Le contenu de ces informations est précisé par décret en Conseil d’Etat, pris après avis des organisations syndicales représentatives.   
Ces informations sont rassemblées au sein de la base de données économiques et sociales. Elle "permet la mise à disposition des informations nécessaires aux trois consultations récurrentes prévues à l'article L. 2312-17. L'ensemble des informations de la base de données contribue à donner une vision claire et globale de la formation et de la répartition de la valeur créée par l'activité de l'entreprise.". Les articles R. 2312-8 (pour les entreprises de moins de 300 salariés) et R. 2312-9 (pour les entreprises d'au moins 300 salariés) du code du travail listent précisément les informations que cette base de données doit contenir, en l'absence d'accord collectif prévu à l'article L. 2312-21.  
Le premier bilan social de l’entreprise ou de l’établissement doit porter sur l’année suivant celle au cours de laquelle le seuil d’assujettissement de trois cents salariés a été atteint. Le deuxième bilan peut ne concerner que les deux dernières années écoulées. Les autres bilans récapitulent "les principales données chiffrées permettant d'apprécier la situation de l'entreprise dans le domaine social, d'enregistrer les réalisations effectuées et de mesurer les changements intervenus au cours de l'année écoulée et des deux années précédentes."

## Pour quelles entreprises et organismes?
Le bilan social est obligatoirement élaboré dans les entreprises d'au moins 300 salariés. Plus précisément, cette obligation incombe aux employeurs de droit privé, aux établissements publics à caractère industriel et commercial et aux établissements publics à caractère administratif lorsqu'ils emploient du personnel dans les conditions du droit privé. 
Dans les entreprises comportant des établissements distincts, le CSE d'établissement doit être consulté sur le bilan social particulier à chaque établissement dont l'effectif est au moins de trois cents salariés.
C'est désormais l'article L. 2312-34 qui régit le franchissement du seuil d'assujettissement à cette obligation: cet effectif doit avoir été atteint pendant douze mois consécutifs. A noter que l'employeur dispose d'un délai d'un an à compter du franchissement de ce seuil pour se conformer complètement aux obligations d'information et de consultation du comité social et économique qui en découlent. 
Si l'effectif devient inférieur à 300 salariés, un bilan social pour l'année en cours doit tout de même être présenté au CSE. 
A noter que le non-respect de l'obligation d'établir et de soumettre annuellement au CSE le bilan social d'entreprise ou d'établissement prévu à l'article L. 2312-14 est puni d'une amende de 7 500 €. 

## Avis ducomité social et économique
Le bilan social est présenté au CSE lors de la consultation sur la politique sociale de l'entreprise, les conditions de travail et l'emploi, à condition que l’entreprise compte au moins 300 salariés. 
Le bilan social est mis à la disposition du CSE dans des conditions fixés par accord collectif ou, à défaut d’accord, par le biais de la base de données économiques et sociales. A noter que cette obligation n’a pas pour conséquence de dispenser l’employeur de ses autres obligations légales ou conventionnelles d’information et de consultation en matière d’emploi.

## Diffusion de l'information
Outre le CSE, le bilan social est également communiqué à,:
- Tout salarié qui en fait la demande ;
- Aux agents de l’inspection du travail ;
- Aux actionnaires dans les sociétés par actions ;

Dans ces deux derniers cas, le bilan social est accompagné de l'avis du CSE. 

## Contenu de la base de données économiques et sociales
Dans les entreprises de moins de trois cents salariés, la base de données prévue à l'article L. 2312-18 comporte les informations suivantes :
| 1° Investissements : | |
| A- Investissement social : | a) Evolution des effectifs par type de contrat, par âge, par ancienneté ; -évolution des effectifs retracée mois par mois ; -nombre de salariés titulaires d'un contrat de travail à durée indéterminée ; -nombre de salariés titulaires d'un contrat de travail à durée déterminée ; -nombre de salariés temporaires ; -nombre de salariés appartenant à une entreprise extérieure ; -nombre des journées de travail réalisées au cours des douze derniers mois par les salariés temporaires ; -nombre de contrats d'insertion et de formation en alternance ouverts aux jeunes de moins de vingt-six ans ; -motifs ayant conduit l'entreprise à recourir aux contrats de travail à durée déterminée, aux contrats de travail temporaire, aux contrats de travail à temps partiel, ainsi qu'à des salariés appartenant à une entreprise extérieure ; |
| A- Investissement social : | b) Evolution des emplois par catégorie professionnelle ; -répartition des effectifs par sexe et par qualification ; -indication des actions de prévention et de formation que l'employeur envisage de mettre en œuvre, notamment au bénéfice des salariés âgés, peu qualifiés ou présentant des difficultés sociales particulières ; |
| A- Investissement social : | c) Evolution de l'emploi des personnes handicapées et mesures prises pour le développer ; i-Actions entreprises ou projetées en matière d'embauche, d'adaptation, de réadaptation ou de formation professionnelle ; ii-La déclaration annuelle prévue à l'article L. 5212-5 à l'exclusion des informations mentionnées à l'article D. 5212-4 est jointe au présent rapport ; |
| A- Investissement social : | d) Evolution du nombre de stagiaires de plus de 16 ans ; |
| A- Investissement social : | e) Formation professionnelle : investissements en formation, publics concernés ; -les orientations de la formation professionnelle dans l'entreprise telles qu'elles résultent de la consultation prévue à l'article L. 2312-24 ; -le résultat éventuel des négociations prévues à l'article L. 2241-6 ; -les informations relatives aux modalités d'accès à la formation professionnelle des salariés transmises par l'employeur à l'autorité administrative en application de l'article L. 6331-32 ; -les conclusions éventuelles des services de contrôle faisant suite aux vérifications effectuées en application de l'article L. 6361-4 ; -le bilan des actions comprises dans le plan de formation de l'entreprise pour l'année antérieure et pour l'année en cours comportant la liste des actions de formation, des bilans de compétences et des validations des acquis de l'expérience réalisés, rapportés aux effectifs concernés répartis par catégorie socioprofessionnelle et par sexe ;-les informations, pour l'année antérieure et l'année en cours, relatives aux congés individuels de formation, aux congés de bilan de compétences, aux congés de validation des acquis de l'expérience et aux congés pour enseignement accordés ; notamment leur objet, leur durée et leur coût, aux conditions dans lesquelles ces congés ont été accordés ou reportés ainsi qu'aux résultats obtenus ; -le nombre des salariés bénéficiaires de l'abondement mentionné au dernier alinéa du II de l'article L. 6315-1 ainsi que les sommes versées à ce titre ; -le nombre des salariés bénéficiaires de l'entretien professionnel mentionné au I de l'article L. 6315-1. Le bilan, pour l'année antérieure et l'année en cours, des conditions de mise en œuvre des contrats d'alternance : -les emplois occupés pendant et à l'issue de leur action ou de leur période de professionnalisation ; -les effectifs intéressés par âge, sexe et niveau initial de formation. (D. 2323-6) ; -les résultats obtenus en fin d'action ou de période de professionnalisation ainsi que les conditions d'appréciation et de validation. Le bilan de la mise en œuvre du compte personnel de formation ; |
| A- Investissement social : | f) Conditions de travail : durée du travail dont travail à temps partiel et aménagement du temps de travail ; Données sur le travail à temps partiel : -nombre, sexe et qualification des salariés travaillant à temps partiel ; -horaires de travail à temps partiel pratiqués dans l'entreprise ; Le programme annuel de prévention des risques professionnels et d'amélioration des conditions de travail prévu au 2° de l'article L. 2312-27 établi à partir des analyses mentionnées à l'article L. 4612-2 et fixant la liste détaillée des mesures devant être prises au cours de l'année à venir dans les mêmes domaines afin de satisfaire, notamment : i-Aux principes généraux de prévention prévus aux articles L. 4121-1 à L. 4121-5 et L. 4221-1 ; ii-A l'information et à la formation des travailleurs prévues aux articles L. 4141-1 à L. 4143-1 ; iii-A l'information et à la formation des salariés titulaires d'un contrat de travail à durée déterminée et des salariés temporaires prévues aux articles L. 4154-2 et L. 4154-4 ; iv-A la coordination de la prévention prévue aux articles L. 4522-1 et L. 4522-2 ; |
| B-Investissement matériel et immatériel : | a) Evolution des actifs nets d'amortissement et de dépréciations éventuelles (immobilisations) ; |
| B-Investissement matériel et immatériel : | b) Le cas échéant, dépenses de recherche et développement ; |
| B-Investissement matériel et immatériel : | c) Mesures envisagées en ce qui concerne l'amélioration, le renouvellement ou la transformation des méthodes de production et d'exploitation ; et incidences de ces mesures sur les conditions de travail et l'emploi ; |
| 2° Egalité professionnelle entre les femmes et les hommes au sein de l'entreprise : | |
| A-Analyse des données chiffrées : | Analyse des données chiffrées par catégorie professionnelle de la situation respective des femmes et des hommes en matière d'embauche, de formation, de promotion professionnelle, de qualification, de classification, de conditions de travail, de santé et de sécurité au travail, de rémunération effective et d'articulation entre l'activité professionnelle et l'exercice de la responsabilité familiale analyse des écarts de salaires et de déroulement de carrière en fonction de leur âge, de leur qualification et de leur ancienneté ; description de l'évolution des taux de promotion respectifs des femmes et des hommes par métiers dans l'entreprise ; |
| B-Stratégie d'action : | À partir de l'analyse des données chiffrées mentionnées au A du 2°, la stratégie comprend les éléments suivants : -mesures prises au cours de l'année écoulée en vue d'assurer l'égalité professionnelle. Bilan des actions de l'année écoulée et, le cas échéant, de l'année précédente. Evaluation du niveau de réalisation des objectifs sur la base des indicateurs retenus. Explications sur les actions prévues non réalisées ; -objectifs de progression pour l'année à venir et indicateurs associés. Définition qualitative et quantitative des mesures permettant de les atteindre conformément à l'article R. 2242-2. Evaluation de leur coût. Echéancier des mesures prévues ; |
| 3° Fonds propres, endettement et impôts : | |
| | a) Capitaux propres de l'entreprise ; |
| b) Emprunts et dettes financières dont échéances et charges financières ; | |
| c) Impôts et taxes ; | |
| 4° Rémunération des salariés et dirigeants, dans l'ensemble de leurs éléments : | |
| A-Evolution des rémunérations salariales : | a) Frais de personnel y compris cotisations sociales, évolutions salariales par catégorie et par sexe, salaire de base minimum, salaire moyen ou médian, par sexe et par catégorie professionnelle ; |
| A-Evolution des rémunérations salariales : | b) Pour les entreprises soumises aux dispositions de l'article L. 225-115 du code de commerce, montant global des rémunérations visées au 4° de cet article ; |
| A-Evolution des rémunérations salariales : | c) Epargne salariale : intéressement, participation ; |
| 5° Activités sociales et culturelles : montant de la contribution aux activités sociales et culturelles du comité d'entreprise, mécénat ;                                                                                                 | |
| 6° Rémunération des financeurs, en dehors des éléments mentionnés au 4° : | |
| A-Rémunération des actionnaires (revenus distribués) ; | |
| B-Rémunération de l'actionnariat salarié (montant des actions détenues dans le cadre de l'épargne salariale, part dans le capital, dividendes reçus) ;                                                                                    | |
| 7° Flux financiers à destination de l'entreprise : | |
| A-Aides publiques : | Aides ou avantages financiers consentis à l'entreprise par l'Union européenne, l'Etat, une collectivité territoriale, un de leurs établissements publics ou un organisme privé chargé d'une mission de service public, et leur utilisation. Pour chacune de ces aides, il est indiqué la nature de l'aide, son objet, son montant, les conditions de versement et d'emploi fixées, le cas échéant, par la personne publique qui l'attribue et son emploi ; |
| B-Réductions d'impôts ; | |
| C-Exonérations et réductions de cotisations sociales ; | |
| D-Crédits d'impôts ; | |
| E-Mécénat ; | |
| F-Résultats financiers : | a) Chiffre d'affaires, bénéfices ou pertes constatés ; b) Résultats d'activité en valeur et en volume ; c) Affectation des bénéfices réalisés ; |
| 8° Partenariats : | |
| A-Partenariats conclus pour produire des services ou des produits pour une autre entreprise ; | |
| B-Partenariats conclus pour bénéficier des services ou des produits d'une autre entreprise ; | |
| 9° Pour les entreprises appartenant à un groupe, transferts commerciaux et financiers entre les entités du groupe : | |
| A-Transferts de capitaux tels qu'ils figurent dans les comptes individuels des sociétés du groupe lorsqu'ils présentent une importance significative, notamment transferts de capitaux importants entre la société mère et les filiales ; | |
| B-Cessions, fusions, et acquisitions réalisées. | |

Dans les entreprises d'au moins 300 salariés, la base de données économiques et sociales prévue à l'article L. 2312-18 comporte les informations prévues dans le tableau ci-dessous. Elle comporte également les informations relatives à la formation professionnelle et aux conditions de travail prévues au 1° A e et f de l'article R. 2312-8.
| 1° Investissements : | |
| A-Investissement social : | a) Evolution des effectifs par type de contrat, par âge, par ancienneté ; i-Effectif : Effectif total au 31/12 (1) (I) ; Effectif permanent (2) (I) ; Nombre de salariés titulaires d'un contrat de travail à durée déterminée au 31/12 (I) ; Effectif mensuel moyen de l'année considérée (3) (I) ; Répartition par sexe de l'effectif total au 31/12 (I) ; Répartition par âge de l'effectif total au 31/12 (4) (I) ; Répartition de l'effectif total au 31/12 selon l'ancienneté (5) (I) ; Répartition de l'effectif total au 31/12 selon la nationalité (I) : français/ étrangers ; Répartition de l'effectif total au 31/12 selon une structure de qualification détaillée (II) ; ii-Travailleurs extérieurs : Nombre de salariés appartenant à une entreprise extérieure (6) ; Nombre de stagiaires (écoles, universités …) (7) ; Nombre moyen mensuel de salariés temporaires (8) ; Durée moyenne des contrats de travail temporaire ; Nombre de salariés de l'entreprise détachés ; Nombre de salariés détachés accueillis ; |
| | b) Evolution des emplois, notamment, par catégorie professionnelle ; i-Embauches : Nombre d'embauches par contrats de travail à durée indéterminée ; Nombre d'embauches par contrats de travail à durée déterminée (dont Nombre de contrats de travailleurs saisonniers) (I) ; Nombre d'embauches de salariés de moins de vingt-cinq ans ; ii-Départs : Total des départs (I) ; Nombre de démissions (I) ; Nombre de licenciements pour motif économique, dont départs en retraite et préretraite (I) ; Nombre de licenciements pour d'autres causes (I) ; Nombre de fins de contrats de travail à durée déterminée (I) ; Nombre de départs au cours de la période d'essai (9) (I) ; Nombre de mutations d'un établissement à un autre (I) ; Nombre de départs volontaires en retraite et préretraite (10) (I) ; Nombre de décès (I) ; iii-Promotions : Nombre de salariés promus dans l'année dans une catégorie supérieure (11) ; iv-Chômage : Nombre de salariés mis en chômage partiel pendant l'année considérée (I) ; Nombre total d'heures de chômage partiel pendant l'année considérée (12) (I) : -indemnisées ; -non indemnisées ; Nombre de salariés mis en chômage intempéries pendant l'année considérée (I) ; Nombre total d'heures de chômage intempéries pendant l'année considérée (I) : -indemnisées ; -non indemnisées ; |
| | c) Evolution de l'emploi des personnes handicapées et mesures prises pour le développer ; Nombre de travailleurs handicapés au 31 mars de l'année considérée (13) ; Nombre de travailleurs handicapés à la suite d'accidents du travail intervenus dans l'entreprise, employés au 31 mars de l'année considérée ; |
| | d) Evolution du nombre de stagiaires ; |
| | e) Formation professionnelle : investissements en formation, publics concernés ; i-Formation professionnelle continue : Pourcentage de la masse salariale afférent à la formation continue ; Montant consacré à la formation continue : Formation interne ; formation effectuée en application de conventions ; versement à des fonds assurance formation ; versement auprès d'organismes agréés ; Trésor et autres ; total ; Nombre de stagiaires (II) ; Nombre d'heures de stage (II) :-rémunérées ;-non rémunérées. Décomposition par type de stages à titre d'exemple : adaptation, formation professionnelle, entretien ou perfectionnement des connaissances ; ii-Congés formation : Nombre de salariés ayant bénéficié d'un congé formation rémunéré ; Nombre de salariés ayant bénéficié d'un congé formation non rémunéré ; Nombre de salariés auxquels a été refusé un congé formation ; iii-Apprentissage : Nombre de contrats d'apprentissage conclus dans l'année ; |
| | f) Conditions de travail : durée du travail dont travail à temps partiel et aménagement du temps de travail, les données sur l'exposition aux risques et aux facteurs de pénibilité, (accidents du travail, maladies professionnelles, absentéisme, dépenses en matière de sécurité) i-Accidents du travail et de trajet : Taux de fréquence des accidents du travail (I) ; Nombre d'accidents avec arrêts de travail ; Nombre d'heures travaillées ; Nombre d'accidents de travail avec arrêt × 106 ; Nombre d'heures travaillées ; Taux de gravité des accidents du travail (I) ; Nombre des journées perdues ; Nombre d'heures travaillées ; Nombre des journées perdues × 10 ³ ; Nombre d'heures travaillées ; Nombre d'incapacités permanentes (partielles et totales) notifiées à l'entreprise au cours de l'année considérée (distinguer français et étrangers) ; Nombre d'accidents mortels : de travail, de trajet ; Nombre d'accidents de trajet ayant entraîné un arrêt de travail ; Nombre d'accidents dont sont victimes les salariés temporaires ou de prestations de services dans l'entreprise ; Taux et montant de la cotisation sécurité sociale d'accidents de travail ; ii-Répartition des accidents par éléments matériels (28) : Nombre d'accidents liés à l'existence de risques graves-codes 32 à 40 ; Nombre d'accidents liés à des chutes avec dénivellation-code 02 ; Nombre d'accidents occasionnés par des machines (à l'exception de ceux liés aux risques ci-dessus)-codes 09 à 30 ; Nombre d'accidents de circulation-manutention-stockage-codes 01, 03, 04 et 06, 07, 08 ; Nombre d'accidents occasionnés par des objets, masses, particules en mouvement accidentel-code 05 ; Autres cas ; iii-Maladies professionnelles : Nombre et dénomination des maladies professionnelles déclarées à la sécurité sociale au cours de l'année ; Nombre de salariés atteints par des affections pathologiques à caractère professionnel et caractérisation de celles-ci ; Nombre de déclarations par l'employeur de procédés de travail susceptibles de provoquer des maladies professionnelles (29) ; iv-Dépenses en matière de sécurité : Effectif formé à la sécurité dans l'année ; Montant des dépenses de formation à la sécurité réalisées dans l'entreprise ; Taux de réalisation du programme de sécurité présenté l'année précédente ; Existence et nombre de plans spécifiques de sécurité ; v-Durée et aménagement du temps de travail : Horaire hebdomadaire moyen affiché des ouvriers et employés ou catégories assimilées (30) (I) ; Nombre de salariés ayant bénéficié d'un repos compensateur (I) :-au titre du présent code (31) ;-au titre d'un régime conventionne (I) ;. Nombre de salariés bénéficiant d'un système d'horaires individualisés (32) (I) ; Nombre de salariés employés à temps partiel (I) : -entre 20 et 30 heures (33) ; -autres formes de temps partiel ; Nombre de salariés ayant bénéficié tout au long de l'année considérée de deux jours de repos hebdomadaire consécutifs (I) ; Nombre moyen de jours de congés annuels (non compris le repos compensateur) (34) (I) ; Nombre de jours fériés payés (35) (I) ; vi-Absentéisme : Nombre de journées d'absence (15) (I) ; Nombre de journées théoriques travaillées ; Nombre de journées d'absence pour maladie (I) ; Répartition des absences pour maladie selon leur durée (16) (I) ; Nombre de journées d'absence pour accidents du travail et de trajet ou maladies professionnelles (I) ; Nombre de journées d'absence pour maternité (I) ; Nombre de journées d'absence pour congés autorisés (événements familiaux, congés spéciaux pour les femmes …) (I) ; Nombre de journées d'absence imputables à d'autres causes (I) ; vii-Organisation et contenu du travail : Nombre de personnes occupant des emplois à horaires alternant ou de nuit ; Nombre de personnes occupant des emplois à horaires alternant ou de nuit de plus de cinquante ans ; Salarié affecté à des tâches répétitives au sens de la définition du travail à la chaîne résultant du décret n° 76-404 du 10 mai 1976 (36) (distinguer femmes-hommes) ; viii-Conditions physiques de travail : Nombre de personnes exposées de façon habituelle et régulière à plus de 85 dbs à leur poste de travail ; Réaliser une carte du son par atelier (37) ; Nombre de salariés exposés à la chaleur au sens de la définition contenue dans le décret n° 76-404 du 10 mai 1976 (38) ; Nombre de salariés travaillant aux intempéries de façon habituelle et régulière, au sens de la définition contenue dans le décret n° 76-404 du 10 mai 1976 (39) ; Nombre de prélèvements, d'analyses de produits toxiques et mesures (40) ; ix-Transformation de l'organisation du travail : Expériences de transformation de l'organisation du travail en vue d'en améliorer le contenu (41) ; x-Dépenses d'amélioration de conditions de travail : Montant des dépenses consacrées à l'amélioration des conditions de travail dans l'entreprise (42) ; Taux de réalisation du programme d'amélioration des conditions de travail dans l'entreprise l'année précédente ; xi-Médecine du travail (43) : Nombre d'examens cliniques (distinguer les travailleurs soumis à surveillance médicale et les autres) ; Nombre d'examens complémentaires (distinguer les travailleurs soumis à surveillance et les autres) ; Part du temps consacré par le médecin du travail à l'analyse et à l'intervention en milieu de travail ; xii-Travailleurs inaptes : Nombre de salariés déclarés définitivement inaptes à leur emploi par le médecin du travail ; Nombre de salariés reclassés dans l'entreprise à la suite d'une inaptitude ; |
| B-Investissement matériel et immatériel : | a) Evolution des actifs nets d'amortissement et de dépréciations éventuelles (immobilisations) ; |
| | b) Le cas échéant, dépenses de recherche et développement ; |
| | c) L'évolution de la productivité et le taux d'utilisation des capacités de production, lorsque ces éléments sont mesurables dans l'entreprise ; |
| C-Pour les entreprises soumises aux dispositions du cinquième alinéa de l'article L. 225-102-1 du code de commerce, informations environnementales présentées en application de cet alinéa et mentionnées au 2° du I de l'article R. 225-105-1 de ce code ; | |
| 2° Egalité professionnelle entre les femmes et les hommes au sein de l'entreprise : | |
| I. Indicateurs sur la situation comparée des femmes et des hommes dans l'entreprise : | |
| A-Conditions générales d'emploi : | a) Effectifs : Données chiffrées par sexe : -Répartition par catégorie professionnelle selon les différents contrats de travail (CDI ou CDD) ; |
| A-Conditions générales d'emploi : | b) Durée et organisation du travail : Données chiffrées par sexe : -Répartition des effectifs selon la durée du travail : temps complet, temps partiel (compris entre 20 et 30 heures et autres formes de temps partiel) ; -Répartition des effectifs selon l'organisation du travail : travail posté, travail de nuit, horaires variables, travail atypique dont travail durant le week-end ; |
| A-Conditions générales d'emploi : | c) Données sur les congés : Données chiffrées par sexe : -Répartition par catégorie professionnelle ; -Selon le nombre et le type de congés dont la durée est supérieure à six mois : compte épargne-temps, congé parental, congé sabbatique ; |
| A-Conditions générales d'emploi : | d) Données sur les embauches et les départs : Données chiffrées par sexe : -Répartition des embauches par catégorie professionnelle et type de contrat de travail ; -Répartition des départs par catégorie professionnelle et motifs : retraite, démission, fin de contrat de travail à durée déterminée, licenciement ; |
| A-Conditions générales d'emploi : | e) Positionnement dans l'entreprise : Données chiffrées par sexe : -Répartition des effectifs par catégorie professionnelle ; -Répartition des effectifs par niveau ou coefficient hiérarchique ; |
| B-Rémunérations et déroulement de carrière : | a) Promotion : Données chiffrées par sexe : -nombre et taux de promotions par catégorie professionnelle ; -durée moyenne entre deux promotions ; |
| B-Rémunérations et déroulement de carrière : | b) Ancienneté : Données chiffrées par sexe : -ancienneté moyenne par catégorie professionnelle ; -ancienneté moyenne dans la catégorie professionnelle ; -ancienneté moyenne par niveau ou coefficient hiérarchique ; -ancienneté moyenne dans le niveau ou le coefficient hiérarchique ; |
| B-Rémunérations et déroulement de carrière : | c) Age : Données chiffrées par sexe : -âge moyen par catégorie professionnelle ; -âge moyen par niveau ou coefficient hiérarchique ; |
| B-Rémunérations et déroulement de carrière : | d) Rémunérations : Données chiffrées par sexe : -rémunération moyenne ou médiane mensuelle par catégorie professionnelle ; -rémunération moyenne ou médiane mensuelle par niveau ou coefficient hiérarchique. Cet indicateur n'a pas à être renseigné lorsque sa mention est de nature à porter atteinte à la confidentialité des données correspondantes, compte tenu notamment du nombre réduit d'individus dans un niveau ou coefficient hiérarchique ; -rémunération moyenne ou médiane mensuelle par tranche d'âge ; -nombre de femmes dans les dix plus hautes rémunérations ; |
| C-Formation : | Données chiffrées par sexe : Répartition par catégorie professionnelle selon : -le nombre moyen d'heures d'actions de formation par salarié et par an ; -la répartition par type d'action : adaptation au poste, maintien dans l'emploi, développement des compétences ; |
| D-Conditions de travail, santé et sécurité au travail : | Données générales par sexe :-répartition par poste de travail selon :-l'exposition à des risques professionnels ;-la pénibilité, dont le caractère répétitif des tâches ; Données chiffrées par sexe :-accidents de travail, accidents de trajet et maladies professionnelles :-nombre d'accidents de travail ayant entraîné un arrêt de travail ;-nombre d'accidents de trajet ayant entraîné un arrêt de travail ;-répartition des accidents par éléments matériels selon les modalités définies au 3.2 de l'article R. 2323-17 ;-nombre et dénomination des maladies professionnelles déclarées à la Sécurité sociale au cours de l'année ;-nombre de journée d'absence pour accidents de travail, accidents de trajet ou maladies professionnelles ;-maladies :-nombre d'arrêts de travail ;-nombre de journées d'absence ;-maladies ayant donné lieu à un examen de reprise du travail en application du 3° (e) l'article R. 4624-22 :-nombre d'arrêts de travail ;-nombre de journées d'absence ; |
| II. Indicateurs relatifs à l'articulation entre l'activité professionnelle et l'exercice de la responsabilité familiale : | |
| A-Congés : | a) Existence d'un complément de salaire versé par l'employeur pour le congé de paternité, le congé de maternité, le congé d'adoption ; |
| A-Congés : | b) Données chiffrées par catégorie professionnelle : -nombre de jours de congés de paternité pris par le salarié par rapport au nombre de jours de congés théoriques ; |
| B-Organisation du temps de travail dans l'entreprise. | a) Existence de formules d'organisation du travail facilitant l'articulation de la vie familiale et de la vie professionnelle ; |
| B-Organisation du temps de travail dans l'entreprise. | b) Données chiffrées par sexe et par catégorie professionnelle : -nombre de salariés ayant accédé au temps partiel choisi ; -nombre de salariés à temps partiel choisi ayant repris un travail à temps plein ; |
| B-Organisation du temps de travail dans l'entreprise. | c) Services de proximité : -participation de l'entreprise et du comité d'entreprise aux modes d'accueil de la petite enfance ; -évolution des dépenses éligibles au crédit d'impôt famille. |
| Concernant la notion de catégorie professionnelle, il peut s'agir de fournir des données distinguant : a) Les ouvriers, les employés, techniciens, agents de maîtrise et les cadres ; b) Ou les catégories d'emplois définies par la classification ; c) Ou toute catégorie pertinente au sein de l'entreprise. Toutefois, l'indicateur relatif à la rémunération moyenne ou médiane mensuelle comprend au moins deux niveaux de comparaison dont celui mentionné au a ci-dessus. | |
| III. Stratégie d'action : | À partir de l'analyse des indicateurs mentionnés aux I et II, la stratégie d'action comprend les éléments suivants : -mesures prises au cours de l'année écoulée en vue d'assurer l'égalité professionnelle. Bilan des actions de l'année écoulée et, le cas échéant, de l'année précédente. Evaluation du niveau de réalisation des objectifs sur la base des indicateurs retenus. Explications sur les actions prévues non réalisées ; -objectifs de progression pour l'année à venir et indicateurs associés. Définition qualitative et quantitative des mesures permettant de les atteindre conformément à l'article R. 2242-2. Evaluation de leur coût. Echéancier des mesures prévues ; |
| 3° Fonds propres, endettement et impôts : | |
| | a) Capitaux propres de l'entreprise ; |
| b) Emprunts et dettes financières dont échéances et charges financières ; | |
| c) Impôts et taxes ; | |
| 4° Rémunération des salariés et dirigeants, dans l'ensemble de leurs éléments : | |
| A-Evolution des rémunérations salariales : | a) Frais de personnel (24) y compris cotisations sociales, évolutions salariales par catégorie et par sexe, salaire de base minimum, salaire moyen ou médian, par sexe et par catégorie professionnelle ; i-Montant des rémunérations : Choix de deux indicateurs dans l'un des groupes suivants : -rapport entre la masse salariale annuelle (18) (II) et l'effectif mensuel moyen ; -rémunération moyenne du mois de décembre (effectif permanent) hors primes à périodicité non mensuelle ― base 35 heures (II) ; OU-rémunération mensuelle moyenne (19) (II) ;-part des primes à périodicité non mensuelle dans la déclaration de salaire (II) ;-grille des rémunérations (20) ; ii-Hiérarchie des rémunérations : Choix d'un des deux indicateurs suivants :-rapport entre la moyenne des rémunérations des 10 % des salariés touchant les rémunérations les plus élevées et celle correspondant au 10 % des salariés touchant les rémunérations les moins élevées ; OU-rapport entre la moyenne des rémunérations des cadres ou assimilés (y compris cadres supérieurs et dirigeants) et la moyenne des rémunérations des ouvriers non qualifiés ou assimilés (21) ;-montant global des dix rémunérations les plus élevées. iii-Mode de calcul des rémunérations : Pourcentage des salariés dont le salaire dépend, en tout ou partie, du rendement (22). Pourcentage des ouvriers et employés payés au mois sur la base de l'horaire affiché. iv-Charge salariale globale |
| A-Evolution des rémunérations salariales : | b) Pour les entreprises soumises aux dispositions de l'article L. 225-115 du code de commerce, montant global des rémunérations visées au 4° de cet article ; |
| B-Epargne salariale : intéressement, participation : | Montant global de la réserve de participation (25) ; Montant moyen de la participation et/ ou de l'intéressement par salarié bénéficiaire (26) (I) ; Part du capital détenu par les salariés (27) grâce à un système de participation (participation aux résultats, intéressement, actionnariat …) ; |
| C-Rémunérations accessoires : primes par sexe et par catégorie professionnelle, avantages en nature, régimes de prévoyance et de retraite complémentaire ; | Avantages sociaux dans l'entreprise : pour chaque avantage préciser le niveau de garantie pour les catégories retenues pour les effectifs (I) ; |
| D-Rémunération des dirigeants mandataires sociaux telles que présentées dans le rapport de gestion en application des trois premiers alinéas de l'article L. 225-102-1 du code de commerce, pour les entreprises soumises à l'obligation de présenter le rapport visé à l'article L. 225-102 du même code ; | |
| 5° Représentation du personnel et Activités sociales et culturelles : montant de la contribution aux activités sociales et culturelles du comité d'entreprise, mécénat : | |
| A-Représentation du personnel : | a) Représentants du personnel et délégués syndicaux : Composition des comités sociaux et économiques et/ ou d'établissement avec indication, s'il y a lieu, de l'appartenance syndicale ; Participation aux élections (par collège) par catégories de représentants du personnel ; Volume global des crédits d'heures utilisés pendant l'année considérée ; Nombre de réunions avec les représentants du personnel et les délégués syndicaux pendant l'année considérée ; Dates et signatures et objet des accords conclus dans l'entreprise pendant l'année considérée ; Nombre de personnes bénéficiaires d'un congé d'éducation ouvrière (45) ; b) Information et communication : Nombre d'heures consacrées aux différentes formes de réunion du personnel (46) ; Eléments caractéristiques du système d'accueil ; Eléments caractéristiques du système d'information ascendante ou descendante et niveau d'application ; Eléments caractéristiques du système d'entretiens individuels (47) ; c) Différends concernant l'application du droit du travail (48) ; |
| B-Activités sociales et culturelles : | a) Activités sociales : Contributions au financement, le cas échéant, du comité social et économique et des comités d'établissement ; Autres dépenses directement supportées par l'entreprise : logement, transport, restauration, loisirs, vacances, divers, total (49) ; b) Autres cotisations sociales : Coût pour l'entreprise des prestations complémentaires (maladie, décès) (50) ; Coût pour l'entreprise des prestations complémentaires (vieillesse) (51) ; Equipements réalisés par l'entreprise et touchant aux conditions de vie des salariés à l'occasion de l'exécution du travail ; |
| 6° Rémunération des financeurs, en dehors des éléments mentionnés au 4° : | |
| A-Rémunération des actionnaires (revenus distribués) ; | |
| B-Rémunération de l'actionnariat salarié (montant des actions détenues dans le cadre de l'épargne salariale, part dans le capital, dividendes reçus) ; | |
| 7° Flux financiers à destination de l'entreprise : | |
| A-Aides publiques : | Les aides ou avantages financiers consentis à l'entreprise par l'Union européenne, l'Etat, une collectivité territoriale, un de leurs établissements publics ou un organisme privé chargé d'une mission de service public, et leur utilisation ; Pour chacune des aides mentionnées au 8° qui entre dans le champ d'application de la procédure décrite à l'article R. 2312-28, l'employeur indique la nature de l'aide, son objet, son montant, les conditions de versement et d'emploi fixées, le cas échéant, par la personne publique qui l'attribue et son utilisation ; |
| B-Réductions d'impôts ; | |
| C-Exonérations et réductions de cotisations sociales ; | |
| D-Crédits d'impôts ; | |
| E-Mécénat ; | |
| F-Résultats financiers (création de rubrique pour intégrer infos du R2323-11) : | a) Le chiffre d'affaires ; b) Les bénéfices ou pertes constatés ; c) Les résultats globaux de la production en valeur et en volume ; d) L'affectation des bénéfices réalisés ; |
| 8° Partenariats : | |
| A-Partenariats conclus pour produire des services ou des produits pour une autre entreprise ; | |
| B-Partenariats conclus pour bénéficier des services ou des produits d'une autre entreprise ; | |
| 9° Pour les entreprises appartenant à un groupe, transferts commerciaux et financiers entre les entités du groupe : | |
| A-Transferts de capitaux tels qu'ils figurent dans les comptes individuels des sociétés du groupe lorsqu'ils présentent une importance significative ; | |
| B-Cessions, fusions, et acquisitions réalisées. | |

Notes :
I.- Une structure de qualification détaillée, en trois ou quatre postes minimum, est requise. Il est souhaitable de faire référence à la classification de la convention collective, de l'accord d'entreprise et aux pratiques habituellement retenues dans l'entreprise.
A titre d'exemple la répartition suivante peut être retenue : cadres ; employés, techniciens et agents de maîtrise (ETAM) ; et ouvriers.
II.- Une structure de qualification détaillée en cinq ou six postes minimum est requise. Il est souhaitable de faire référence à la classification de la convention collective, de l'accord d'entreprise et aux pratiques habituellement retenues dans l'entreprise.
A titre d'exemple, la répartition suivante des postes peut être retenue : cadres ; techniciens ; agents de maîtrise ; employés qualifiés ; employés non qualifiés ; ouvriers qualifiés ; ouvriers non qualifiés.
Doivent en outre être distinguées les catégories femmes et hommes.
(1) Effectif total : tout salarié inscrit à l'effectif au 31/12 quelle que soit la nature de son contrat de travail.
(2) Effectif permanent : les salariés à temps plein, inscrits à l'effectif pendant toute l'année considérée et titulaires d'un contrat de travail à durée indéterminée.
(3) Somme des effectifs totaux mensuels
12 (on entend par effectif total tout salarié inscrit à l'effectif au dernier jour du mois considéré).
(4) La répartition retenue est celle habituellement utilisée dans l'entreprise à condition de distinguer au moins quatre catégories, dont les jeunes de moins de vingt-cinq ans.
(5) La répartition selon l'ancienneté est celle habituellement retenue dans l'entreprise.
(6) Il s'agit des catégories de travailleurs extérieurs dont l'entreprise connaît le nombre, soit parce qu'il figure dans le contrat signé avec l'entreprise extérieure, soit parce que ces travailleurs sont inscrits aux effectifs. Exemple : démonstrateurs dans le commerce …
(7) Stages supérieurs à une semaine.
(8) Est considérée comme salarié temporaire toute personne mise à la disposition de l'entreprise, par une entreprise de travail temporaire.
(9) A ne remplir que si ces départs sont comptabilisés dans le total des départs.
(10) Distinguer les différents systèmes légaux et conventionnels de toute nature.
(11) Utiliser les catégories de la nomenclature détaillée II.
(12) Y compris les heures indemnisées au titre du chômage total en cas d'arrêt de plus de quatre semaines consécutives.
(13) Tel qu'il résulte de la déclaration obligatoire prévue à l'article L. 5212-5.
(14) Possibilités de comptabiliser tous les indicateurs de la rubrique absentéisme, au choix, en journées, 1/2 journées ou heures.
(15) Ne sont pas comptés parmi les absences : les diverses sortes de congés, les conflits et le service national.
(16) Les tranches choisies sont laissées au choix des entreprises.
(17) On entend par rémunération la somme des salaires effectivement perçus pendant l'année par le salarié (au sens de la déclaration annuelle des salaires).
(18) Masse salariale annuelle totale, au sens de la déclaration annuelle de salaire.
(19) Rémunération mensuelle moyenne :
1/2 ∑ (masse salariale du mois i)
(effectif du mois i).
(20) Faire une grille des rémunérations en distinguant au moins six tranches.
(21) Pour être prises en compte, les catégories concernées doivent comporter au minimum dix salariés.
(22) Distinguer les primes individuelles et les primes collectives.
(23) Prestataires de services, régies …
(24) Frais de personnel : ensemble des rémunérations et des cotisations sociales mises légalement ou conventionnellement à la charge de l'entreprise.
(25) Le montant global de la réserve de participation est le montant de la réserve dégagée-ou de la provision constituée-au titre de la participation sur les résultats de l'exercice considéré.
(26) La participation est envisagée ici au sens du titre II du livre III de la partie III.
(27) Non compris les dirigeants.
(28) Faire référence aux codes de classification des éléments matériels des accidents (arrêté du 10 octobre 1974).
(29) En application de l'article L. 461-4 du code de la sécurité sociale.
(30) Il est possible de remplacer cet indicateur par la somme des heures travaillées durant l'année.
(31) Au sens des dispositions du présent code et du code rural et de la pêche maritime instituant un repos compensateur en matière d'heures supplémentaires.
(32) Au sens de l'article L. 3121-48.
(33) Au sens de l'article L. 3123-1.
(34) Cet indicateur peut être calculé sur la dernière période de référence.
(35) Préciser, le cas échéant, les conditions restrictives.
(36) Article 70-3 c du décret du 29 décembre 1945 : Sont considérés comme travaux à la chaîne :
-les travaux effectués dans une organisation comportant un dispositif automatique d'avancement à cadence constante des pièces en cours de fabrication ou de montage en vue de la réalisation d'opérations élémentaires et successives aux différents postes de travail ;
-les travaux effectués sur des postes de travail indépendants consistant en la conduite ou l'approvisionnement de machines à cycle automatique et à cadence préréglée en vue de la réalisation d'opérations élémentaires et successives aux différents postes de travail ;
-les travaux effectués sur des postes indépendants sans dispositif automatique d'avancement des pièces où la cadence est imposée par le mode de rémunération ou le temps alloué pour chaque opération élémentaire.
(37) Cette carte n'est à réaliser que par les établissements qui ont une réponse non nulle à l'indicateur précédent.
(38) Article 70-3 d du décret du 29 décembre 1945 : Sont considérés comme travaux au four, les travaux exposant de façon habituelle et régulière à une forte chaleur ambiante ou rayonnante résultant de l'utilisation d'un traitement thermique, d'un processus de cuisson, de la transformation de produits en état de fusion, d'ignition ou d'incandescence ou de la production d'énergie thermique.
(39) Article 70-3 e du décret du 29 décembre 1945 : Sont considérés comme travaux exposant aux intempéries sur les chantiers, les travaux soumis au régime d'indemnisation définie aux articles L. 5424-11 et suivants du code du travail ainsi que les travaux effectués de façon habituelle et régulière sur les chantiers souterrains ou subaquatiques, ou en plein air sur les constructions et ouvrages, les aires de stockage et de manutention.
(40) Renseignements tirés du rapport annuel du médecin du travail (arrêté du 10 décembre 1971).
(41) Pour l'explication de ces expériences d'amélioration du contenu du travail, donner le nombre de salariés concernés.
(42) Non compris l'évaluation des dépenses en matière de santé et de sécurité.
(43) Renseignements tirés du rapport annuel du médecin du travail (arrêté du 10 décembre 1971).
(44) Conformément à la déclaration annuelle des employeurs 2483 relative au financement de la formation professionnelle continue.
(45) Au sens des articles L. 2145-5 et suivants.
(46) On entend par réunion du personnel, les réunions régulières de concertation, concernant les relations et conditions de travail organisées par l'entreprise.
(47) Préciser leur périodicité.
(48) Avec indication de la nature du différend et, le cas échéant, de la solution qui y a mis fin.
(49) Dépenses consolidées de l'entreprise. La répartition est indiquée ici à titre d'exemple.
(50) (51) Versements directs ou par l'intermédiaire d'assurances.